# Kajan
Kajan (Cajanus) je rod rostlin z čeledi bobovité. Jsou to keře nebo liány s trojčetnými listy a motýlovitými květy, rostoucí v tropické Asii, Africe, na Madagaskaru a v Oceánii. Kajan indický (Cajanus cajan) je důležitá luštěnina, pěstovaná v sušších oblastech tropů celého světa.

## Popis
Kajany jsou keře, polokeře nebo dřevnaté či bylinné liány s trojčetnými listy a drobnými palisty nebo bez palistů. Květenství jsou úžlabní nebo koncové hrozny. Kalich je zvonkovitý, s 5 krátkými laloky, horní 2 laloky jsou téměř nebo zcela srostlé. Pavéza je téměř okrouhlá, obvejčitá nebo obvejčitě oválná, nehetnatá a se svinutými oušky. Křídla jsou úzce až široce oválná, ouškatá, člunek je okrouhlý, na vrcholu tupý. Tyčinky jsou dvoubratré, 9 jich je srostlých a 1 volná. Semeník je téměř přisedlý a obsahuje 2 až 6 vajíček. Čnělka je dlouhá, čárkovitá, na vrcholu zahnutá a nese drobnou hlavatou bliznu. Lusky jsou zploštělé, pukavé, podlouhle čárkovité a obsahují 2 až 10 ledvinovitých až téměř kulovitých semen.

## Rozšíření
Kajany se vyskytují v počtu asi 30 druhů v tropické Asii, Africe, na Madagaskaru a v Oceánii. Druh Cajanus scarabeoides má velmi rozsáhlý areál rozšíření zahrnující tropickou Asii, Afriku i Oceánii.

## Taxonomie
V minulosti byly do rodu Cajanus v převládajícím pojetí řazeny pouze 2 druhy: Cajanus cajan a africký druh C. kerstingii. V roce 1986 sem byla přeřazena drtivá většina druhů rodu Atylosia a počet druhů rodu kajan se tak rozrostl na 30.

## Obsahové látky
Semena kajanu obsahují aminokyseliny (např. fenylalanin) a vitamíny B2 (riboflavin) a B6 (pyridoxin). V kůře kořenů jsou obsaženy flavony, isoflavony (např. kajanol), steroly, triterpenoidy a deriváty antrachinonu.

## Zástupci

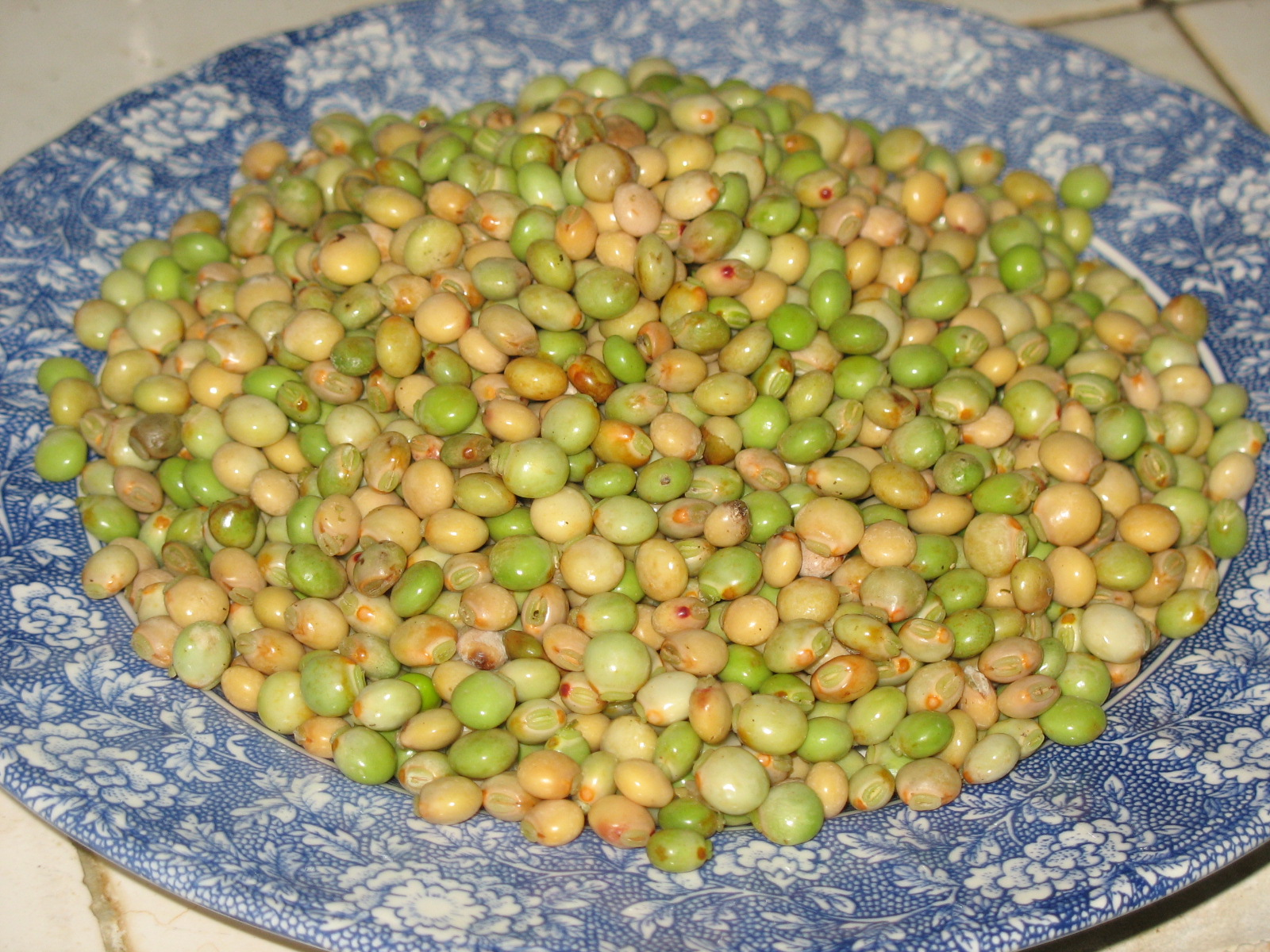
Semena kajanu indického

- kajan indický (Cajanus cajan)

## Význam
Kajan indický je pátá nejdůležitější plodina na světě poskytující luštěniny. Je pěstován v sušších oblastech tropů celého světa a je využíván také jako zelenina, krmivo, zelené hnojivo a využití má i v medicíně. V Indii je to 2. nejdůležitější luštěnina. Původ této plodiny byl dlouho neznámý a spekulovalo se že pochází z Afriky, kde byl pěstován již 2000 let před naším letopočtem. V současnosti je za místo původu považována spíše Asie. Kajan indický je také občas pěstován jako okrasná rostlina, v mírném klimatu jej lze pěstovat jako jednoletku.
Zelené listy a semena kajanu snižují hladinu cholesterolu. Pasta z listů, soli a vody je v tradiční indické medicíně podávána na lačno při žloutence. Listy také slouží k léčení onemocnění ústní dutiny a zevně na zarděnky a jiná vyrážková onemocnění kůže. V medicíně jsou využívány i kořeny druhu Cajanus scarabeoides.
Stonky kajanu indického jsou místně používány na doškové střechy, pletené koše a výrobu dřevěného uhlí. Listy jsou používány jako krmivo housenek bource morušového. Pěstuje se také jako krycí rostlina a zelené hnojení.